# Taivani
Taivani är ett restaurangkomplex, såväl som ett rekreationscenter i Riniaparken strax söder om Skanderbegtorget i Albaniens huvudstad Tirana. Taivani är en av Tiranas mest moderna och populära restauranger. I komplexet ligger även ett bowlingcenter. Restaurangen har fått sitt namn på grund av att den sägs likna ön Taiwan.